# ナムチャーミー県
ナムチャーミー県（ナムチャーミーけん、ベトナム語：Huyện Nam Trà My / 縣南茶眉?）は、ベトナム社会主義共和国クアンナム省の県である。面積は825.46km²、人口は27,297人（2018年）である。

## 行政区画
10社から構成される。